# Liste der Biografien/Wug
Liste der Biografien |
Portal Biografien |
Personensuche
# |
A |
B |
C |
D |
E |
F |
G |
H |
I |
J |
K |
L |
M |
N |
O |
P |
Q |
R |
S |
T |
U |
V |
W |
X |
Y |
Z |
?
 
Wa |
Wc |
Wd |
We |
Wh |
Wi |
Wj |
Wl |
Wn |
Wo |
Wr |
Ws |
Wt |
Wu |
Ww |
Wy |
Wz
 
Wua |
Wub |
Wuc |
Wud |
Wue |
Wuf |
Wug |
Wuh |
Wui |
Wuj |
Wuk |
Wul |
Wum |
Wun |
Wuo |
Wup |
Wur |
Wus |
Wut |
Wuw |
Wuy |
Wuz
Die Liste der Biografien führt alle Personen auf, die in der deutschsprachigen Wikipedia einen Artikel haben. Dieses ist eine Teilliste mit 5 Einträgen von Personen, deren Namen mit den Buchstaben „Wug“ beginnt.

## Wug

### Wuga
- Wuganigg, Viktor (1914–2009), österreichischer Politiker (SPÖ), Landtagsabgeordneter, Abgeordneter zum Nationalrat

### Wuge
- Wüger, Gabriel (1829–1892), Schweizer Maler und Benediktiner
- Wüger, Josef (1907–1970), österreichischer Politiker (ÖVP), Landtagsabgeordneter
- Wüger, Michael (* 1970), österreichischer römisch-katholischer Priester, Generalvikar der Diözese Eisenstadt

### Wugk
- Wugk Sabatier, Charles (1819–1862), kanadischer Pianist, Komponist und Musikpädagoge